# Vadim Mișin
Vadim Mișin (în rusă Вадим Николаевич Мишин; n. 12 martie 1945, orașul Kulsarî, regiunea Guriev, Kazahstan – d. 18 octombrie 2016, Chișinău) a fost un general-maior de poliție și om politic din Republica Moldova, deputat în Parlamentul Republicii Moldova din 1998 până în 2014 și președinte al partidului «Renaștere».

## Biografie
Vadim Mișin s-a născut la data de 12 martie 1945, în orașul Kulsarî din regiunea Guriev, RSS Kazahă, URSS. A absolvit la Universitatea de Stat din Moldova și la Școala Superioară de Partid din Kiev, având calificarea de jurist.
După absolvirea facultății, a deținut funcții eligibile în organele comsomoliste și de partid din diferite localități ale Republicii Moldova. Începând din anul 1983 a lucrat în sistemul Ministerului Afacerilor Interne al RSS Moldovenească. În anul 1986 a fost numit în funcția de șef al Departamentului afacerilor interne în transport al MAI, fiind avansat până la gradul de general-maior de poliție.
În 1993 a devenit membru PCRM. Din anul 1998, Mișin este deputat în Parlamentul Republicii Moldova, fiind ales pe listele Partidului Comuniștilor din Republica Moldova. La data de 18 februarie 2000 a fost ales, iar la 20 martie 2001 reales ca vicepreședinte al Parlamentului Republicii Moldova, deținând această funcție până în martie 2005.
La 12 martie 2005, președintele Vladimir Voronin i-a conferit lui Vadim Mișin «Ordinul Republicii» pentru muncă îndelungată și prodigioasă în organele supreme de stat, contribuție substanțială la perfecționarea legislației Republicii Moldova și activitate obștească intensă. De asemenea, el deține și funcția de președinte al Uniunii Ofițerilor din Moldova.
La 9 iunie 2012 a plecat din PCRM împreună cu Oleg Babenco și Tatiana Botnariuc, declarând că va rămâne în Parlamentul Republicii Moldova ca deputat independent.
La 14 septembrie 2012 a fost ales președinte al Partidului «Renaștere».
La 18 octombrie 2016 a încetat din viață din cauza unor probleme cardiace.